# Palacios de la Sierra
Palacios de la Sierra település Spanyolországban, Burgos tartományban. Palacios de la Sierra Hontoria del Pinar, Rabanera del Pinar, Moncalvillo, Castrillo de la Reina, Quintanar de la Sierra, Vilviestre del Pinar és San Leonardo de Yagüe községekkel határos. Lakosainak száma 675 fő (2024).

## Népesség
A település népessége az utóbbi években az alábbiak szerint változott:
| Lakosok száma | 883  | 870  | 854  | 858  | 814  | 752  | 734  | 725  | 702  | 675  |
|               | 2001 | 2004 | 2006 | 2009 | 2011 | 2014 | 2016 | 2019 | 2021 | 2024 |